# Mémorial de la Vendée
Le Mémorial de la Vendée est construit à proximité immédiate de la Boulogne et de l'Historial de la Vendée (inauguré en 2006) aux Lucs-sur-Boulogne. La bâtisse commémorative a été réalisée par l'agence Touring (Christine de Vichet et Philippe Noir) et rend hommage aux victimes des colonnes infernales de la guerre de Vendée, et plus particulièrement aux victimes du massacre des Lucs-sur-Boulogne du 28 février 1794. 
Le monument se veut également le mémorial de toutes les victimes de l'ensemble des totalitarismes, et c'est à ce titre qu'Alexandre Soljenitsyne l'a inauguré le 25 septembre 1993, devant 30 000 personnes.
Il est le point de départ du « Chemin de la Mémoire » qui se termine à la chapelle du Petit-Luc, restaurée en 1867, où sont inscrits les noms des victimes de la tuerie de 1794.

## Le mémorial

### Architecture
D’aspect très sobre, le mémorial est composé de quatre blocs de quartzite sombre. L’architecture est minimaliste, de couleur uniformément grise. Le bâtiment est construit pour être favorable au recueillement, à la paix et au pardon. Deux portes impressionnantes et imposantes ornent le bâtiment de chaque côté.

### Description intérieure et symbolique
À l’intérieur du bâtiment, il y a 4 salles, chaque salle représentant un thème :
L’évocation de l’anéantissement de la Vendée
Dans cette salle quasiment nue se trouvent un bac de sable ainsi qu'un écran où défilent des images au graphisme sobre presque abstrait, évoquant l’insurrection et l’extermination de la Vendée sur une musique de Rémi Gousseau.
Les objets symboliques

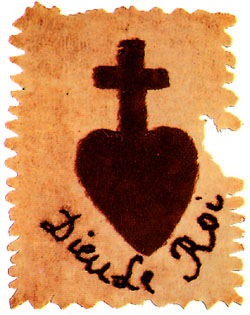
Sacré-Cœur vendéen.

Les objets qui ornent la pièce sont les suivants : des tapisseries, des chapelets cousus sur un tissu, des petits sacré-cœurs en creux ou en relief sur une étoffe, un ostensoir en carton évoquant le culte clandestin des prêtres réfractaires, des faux à la lame retournée et quelques outils devenus des armes de combats, le chapeau rabalet des paysans de 1793.
Les textes historiques
Dans cette salle se trouvent dix panneaux où sont inscrits des discours de députés la Convention stigmatisant la révolte vendéenne, ainsi qu’une allée d’eau et de genêts conduisant à deux statues en schiste qui symbolisent un couple de Vendéens.
Le souvenir du massacre
Dans cette salle trône un cube nu avec au sol des petites pierres dressées, représentations des martyrs anonymes (sculpture de Jacky Besson). Tout cela est baigné dans une lueur pâle propice au recueillement. Le Vexilia Regis, hymne de l'Armée catholique et royale de Vendée, est recomposé dans une musique originale.

### Sortie du mémorial
Au bout d'une passerelle traversant la Boulogne, l'œuvre Le Mur calciné, réalisée par le sculpteur Pierre Culot, évoque les habitations détruites au pied de la colline, colline qu'il faut gravir pour atteindre la chapelle. Elle est accompagnée d'une autre œuvre, La Déchirure végétale. Le chemin est ponctué de citations de l’écrivain paysan vendéen Jean Rivière et du poète Paul Claudel, entre autres.

## Chapelle du Petit-Luc
La chapelle du Petit-Luc a été érigée en 1867 à l’endroit même du chœur de l’ancienne église Notre-Dame du Petit-Luc (seule partie conservée), détruite le 28 février 1794 par les armées républicaines. L'édifice a été restauré en 1867 à l’initiative du curé Jean Bart. À l’intérieur de la chapelle figurent sur les murs 22 tables de marbre comportant les noms des victimes massacrées lors de la nuit du 28 février 1794, recensés dans un cahier du curé de la paroisse de l'époque, Charles Vincent Barbedette, et redécouvert par Jean Bart.